# Opsariichthys bea
Opsariichthys bea és una espècie de peix d'aigua dolça de la família dels ciprínids i de l'ordre dels cipriniformes del Vietnam. L'epítet és va triar en honor de Bê, l'esposa de Nguyen.